# جيمس سوندرز
جيمس سوندرز (بالإنجليزية: James Saunders)‏ (27 مايو 1802 - 27 مارس 1832) هو لاعب كريكت بريطاني (وحمل سابقاً جنسية المملكة المتحدة لبريطانيا العظمى وأيرلندا).